# 性别社会学
性别社会学是一门研究性别意识在社会中的影响力的学科，是一个重要的社会学研究领域。从社会结构来看，社会互动与社会学直接相关。一个最重要的社会结构是社会状态。这由一个个体在社会中的位置所决定，而这将会影响到社会如何对待他／她。一个个体能够宣告的最重要的社会状态是性别。公开的讨论或者学术研究通常会使用性别一词来表明一个人是（自我认同的）男性或女性。

## 简介
约翰·曼尼在1955年的一篇论文中创造了性别角色一词。他把它定义为“一个人所说或所做的一切表明他／她是男孩或者男人、女孩或者女人的事情。”
一个人的性别是复杂的，由外观、语言、行为及其他包括但不限于单一的生物性别的无数個特征组成。社会倾向于用一个二元性别系统（性別二元論）来判定一个人是男性还是女性。有些社会则拥有三种性别，如美洲原住民族雙靈、印度的海吉拉等。人们争论性别究竟是社会建构还是生物建构。

## 女性主义的理论
在20世纪70年代，人们对于这些关于性别的用词方式还不能够达成一致。1974年出版的《Masculine/Feminine or Human》中，其作者使用了“内在的性别”和“习得的性别角色”这两个词，然而到了1978年的版本中，和的用法却倒过来了。到了1980年，大部分女性主义的文章都会将仅仅用作社会文化上性别的自我认同，以便与生物上的性别（sex）区分开来。
自由女性主义主张，每个人都应该自由地发挥自己的天赋，追求自己的兴趣爱好。通过移除那些社会强加的限制，每个人都能够寻得平等的权利。社会主义女权主义认为，资本主义将财富、权利集中在少数人的手中，从而强调了父权制度。传统的家庭结构应当被一个集体的革命所取代。激进女权主义则认为，父权制度早已深入人心，社会革命无法使其落下帷幕，唯有消灭性别这一概念本身。

## 早年时期的照顾对性别意识的影响

### 幼年时期
许多小孩子长到三岁的时候，就已经有認定自己屬於男性或女性的自我意識了，且这一性别认同将会伴随其终身。此外，许多学龄前儿童也形成了强烈的性别角色意识，认定不能做出自己的生理性別不符的行為舉止，或者穿和自己的生理性别不符的服裝。但不見得每個人的性別認同會與生理性别相一致。
社交理论则简单直白地解释了性别身份的认同过程。刚刚降生的婴儿宛如一张白纸，静候社会的渲染。通过与亲近的人互动，以及与社会上流行的那些价值观的接触，婴儿明白了他们被赋予了什么性别，以及他们将要学会扮演怎样的角色。而奖惩制度（奖励孩子那些符合性别模式的行为，惩罚那些不符合性别模式的行为）进一步将孩子们磨合进了他们的社会性别之中。比如说，比起女儿来说，父母更喜欢和儿子进行大动作的玩耍行为，而这会产生一些长期的效果（在这个例子中，男孩子从一开始便被教导了身体行为会更加暴力、激进一些）。
此外，男孩子和女孩子在试图与成年人沟通时，成年人的反应是不同的。一项针对13个月大的婴儿的研究显示，当男孩子需要吸引注意力时，通常会表现更加气势汹汹，大哭，哽咽或者尖叫，这样成年人通常就会前来照顾他们了。而相反的是，女孩子们只有在使用语言、手势，或者很温和地触碰时，成年人才会对她们的要求有所回应，而那些卖力气来求得关注的女孩子们常常会被忽略掉。在这项研究刚刚开始的时候，男孩子和女孩子在与人沟通的方式上几乎毫无差别，但是到了两岁的时候，女孩子变得更爱说话了，男孩子则在沟通技巧上变得更武断了。

### 亲子独立
（《母育的再造》）一书中提及的观点是关于性别认同的精神分析理论中影响最为深远的觀點之一。其作者南斯裘德洛認為在追溯情感功能的发展时，将这种发展与母亲在婴儿的可塑期给予的照顾联系起来，而父亲则通常在情感上会更加疏远一些。当原本心理上很亲密的婴儿和母亲逐渐分开时，婴儿的身份感便开始逐渐发展。然而，男孩子和女孩子的这个过程是不一样的。女孩子们可以逐渐地与母亲分开，并与她们的（相較于父亲而言）更为相似的母亲保持一种藕断丝连的关系。而男孩子们则不像女孩子与母亲那么相似，因而这种分离的过程需要他们压制自己女性化的那一面，并将在早期母婴关系至关重要的温柔的感觉拒之门外。南斯裘德洛也認為男孩子的男人气概是付出了极大的情感牺牲所换来的。因此，随着长大，男人变得更加独立自主，与别人交往时更加具有竞争性。他们也更难让自己的情感外露，在表达亲密感时也会有着些许的不自在。另一方面，女性更加擅长表达自己的情感，并且对于保持自己与别人之间的关系也有更多的需求。她们更加同情别人。但是，她们不太容易保持一个独立自主的自我。然而南斯裘德洛认为这种模式并非一成不变。照顾儿童的社会安排的改变可打破这种循环，比如可能使得父亲为孩子带来更多亲密感的双重育儿。

## 社会中的性别意识

### 谈话
一些研究表明，在教室的环境中，男學生倾向于比女學生讲话讲得更多、更长，在场的教师如果是男性的话，这一现象则会更加明显。

### 性别分工
工业化前的人类文明依照性别分工，在男女之间达成一种平衡——男性外出狩猎，女性在家看家。人们期望男性能够带来食物、保卫家园，并期望女性能够照看孩子、打理家庭。经济活动以农业、手工业为主，并以家庭为单位进行。不论男女老幼，所有家庭成员都参与到家庭生活的维系当中。虽说男性、女性可能因宗教信仰、社會阶级等原因从事不同种类的工作，但是养家糊口的是男性、從事家務是女性这一区分延续了數百年之久，并在劳动中创造了性别角色。工业化将许多生产活动转移到了工厂、商店和办公室中，而这种分离为性别关系带来了很深远的影响。家庭不被认为是家庭企业进行生产活动的地方，而是变成了男性在业余时间逃离工作的一个“避难所”，而女性被定义为家庭的看管员，因为女性天生善于创造一种宁静、平和的氛围。因此，女性需要依靠男性来维持生活，使得男性的角色被认为在社会中会更有价值。这种看法在21世纪仍然保留。

### 职场
虽然现代社会中大部分女性可选择外出工作，但是男性和女性在职场中的自由程度是不一样的。女性在职场中更容易受到“玻璃天花板”的限制，一堵限制她们在管理层中向上爬的无形壁障。与此同时，那些从事如护士、小学教师、社会工作者等女性传统行业的男性则会遇到一个被称为“玻璃电梯”的效应，更容易被提拔并称为经理和主管。
同时，男女之间还存在性别工资差距，导致女性的平均工资为男性的78%。职业隔离，一种男性和女性更倾向于从事和他们性别相符合的工作的现象，可能是性别工资差距的一个成因。另一个可能的原因是双重负担，这指的是女性在她们本身的工作之外，还要负担起照顾家庭、孩子等无偿的工作。第三个可能原因是职业性别歧视，指的是因为传统上男性需要养家糊口，因而他们更容易获得提拔。2001年，杜克诉沃尔玛超市一案指责沃尔玛在雇佣、提拔等活动中存在性别歧视。

### 暴力事件
基于性别的暴力是指因社会性别规范问题，而造成的身体、性方面或情感上的损害、折磨。不平等、压迫的系统将一些特定的群体搁置暴力的环境之中。性别暴力发生在一种意识形态（男性气质）主导另一种意识形态（女性气质）的情况下。女性的含义被“拥有教育性的力量”的舆论媒体所影响。媒体美化那些对女性的暴力行为，渲染着男尊女卑的“有害的文化环境”。
男性很不合比例地成为侵犯的一方，女性也很不合比例地成为受害的一方。暴力行为大部分是男性发起——强奸（98%），持械抢劫（92%），醉驾（90%），谋杀（88%），严重袭击（87%），纵火（86%），家庭暴力（83%）。根据社会学家迈克尔·基梅尔的说法，霸权男性气概创造了一种权利、沉默和保护的文化，使得对女性的暴力行为具有了正当性，并使得那些被害者保持沉默。

## 全球化下的努力
全球化指的是全球社会、文化、经济关系的加深。全球化在国际的尺度下影响女性的平权问题。这种影响时好时坏。国际关系持续的变化使得西方社会的女性主义的概念时常改变。需要注意不能一成不变地遵循西方社会的女性主义，因为现代西方社会的文化不一定能照搬并适应全球社会、国家的发展需要。女性主义情怀通常需要因地制宜，而非照搬西方社会的想法。女性权益的进步通常不是依靠跨国组织，而是个人、小团体的努力。
全球化导致的一个结果是非西方国家的工厂中，女性工人的增多。在墨西哥，女工人因为廉价、顺从的缘故被认为是理想员工。诸如美丽、家庭、顺从等女性性别原型被加深，并被利用作商品生产。这些性别特点则进一步强化了女性在职场之外的生活。虽然女性主义呼声渐高，但缺少经济和社會流動却依然在阻止着许多国家的女性在社会中拥有平等的权利。
一个消除性别不平等的方法是为那些贫困的女性提供教育、商业企业上的资助，并且女性的加入也将会对全球经济大有益处。